# Spitfire (cómic)
Spitfire (Lady Jacqueline y Falsworth Crichton) es un personaje que aparece en los cómics estadounidenses publicados por Marvel Comics. Fue creada por Roy Thomas y Frank Robbins, apareció por primera vez en la serie de cómics Invasores como un reemplazo para el personaje Union Jack, pero el diseño del traje no se ajustaba al torso femenino, por lo que se creó el personaje de Spitfire, que toma su nombre del avión de combate Supermarine Spitfire.

## Historial de publicaciones

### 1970
Roy Thomas y Frank Robbins presentaron a Jacqueline Falsworth, en Invasores # 7-9 (julio-octubre 1976); en la historia, su tío vampírico, Barón Sangre, la drena de sangre, como parte de su plan para vengarse de su padre, Lord Falsworth. Thomas y Robbins concluyeron la trama en Invaders # 11 (diciembre de 1976); en la historia, una transfusión que salva vidas de la Antorcha Humana original, Jim Hammond, reacciona con la mordedura del vampiro para darle su súper velocidad, que usa para ocupar el lugar de su padre recientemente invalidado en el equipo.
Thomas y Robbins continuaron presentándola en volúmenes de Invasores, incluyendo; # 12-13 (enero-febrero de 1977), que la ve unirse al equipo en una misión de rescate al Gueto de Varsovia; # 14-15 (marzo-abril de 1977), que la ve huyendo con su padre y el nuevo héroe Dyna-Mite; # 18-19 (julio-agosto de 1977), que ve a los tres paracaidistas en Alemania, # 20-21 (septiembre-octubre de 1977), que los ve rescatados por su hermano, Brian, como el nuevo Union Jack, y # 22 (noviembre de 1977); Lo que la muestra regresó a salvo a Inglaterra. Thomas y Robbins también la presentaron en What If? # 4 (agosto de 1977); en la historia, ella y Union Jack salvan a Winston Churchill de un intento de asesinato nazi.
Thomas y Robbins continuaron presentándola en volúmenes de Invasores, incluyendo; # 23 (diciembre de 1977) y # 25 (febrero de 1978), que la ve unirse a una misión a Egipto; y # 26 (marzo de 1978), en la que se le presenta al restaurado Aubrey en su papel de nuevo Destructor.

### 1980
Roger Stern y John Byrne le dieron una apariencia contemporánea como una viuda envejecida cuyos poderes se han desvanecido para Captain America Vol. 1 # 253-254 (enero-febrero de 1981); En la historia, que presenta las primeras apariciones de su hijo Kenneth Crichton y su futuro interés amoroso, Joey Chapman, descarta la idea de ponerse su viejo disfraz para unirse a la batalla final del Capitán América contra el resucitado Barón Sangre.

### 1990
Ella hace una breve aparición en la historia de Fabian Nicieza y Kieron Dwyer, "The Establishment" para Marvel Comics Presents Vol. 1 # 42 (febrero de 1990); en un flashback a los eventos que siguieron a su aparición anterior, se muestra reticente a la sugerencia de su hijo Kenneth de que Joey Chapman continúa como Union Jack. Mientras Scott Lobdell y Ian Akin la presentaron en "Ember When" para el especial de invierno de Marvel Super-Heroes Vol 2. # 4 (diciembre de 1990); la historia la ve en una silla de ruedas recuperándose de un cáncer hasta que se le pide que use sus poderes para salvar a una joven enfermera de un exnovio mutante.
John Byrne la presentó nuevamente en la celebración de un quincuagésimo aniversario en Namor the Sub-Mariner Vol. 1 # 12 (marzo de 1991); La historia ve la reunión de los Invasores por una misión para rescatar a Namor, en la que recibe un disparo mientras usa su velocidad para derrotar a un científico nazi y recibe una segunda transfusión de sangre que salva vidas de la antorcha humana original Jim Hammond, que restaura su juventud y sus poderes. Byrne reutilizó el carácter como soporte en volúmenes posteriores, incluyendo; # 13 (abril de 1991), para dar evidencia en el juicio de Namor; # 15 (junio de 1991), para proporcionar consejos sobre relaciones no deseadas; Anual # 1 (junio de 1991), para intentar secuestrar a Namor en una fiesta sorpresa; # 19 (octubre de 1991), para asumir el cargo de jefe temporal del negocio de Namor; # 21 (diciembre de 1991), para completar una adquisición hostil; # 23 (febrero de 1992), para cerrar la compañía adquirida; y # 27 (junio de 1992), para hablar sobre su propio negocio fallido con su hijo.
Dan Slott y Rita Fagiani presentaron a ella y a su hijo Kenneth en "Young Blood" para Marvel Comics Presents Vol. 1 # 89 (noviembre de 1991); la historia trata sobre un intento de robarle el secreto de la juventud, en el que se la describe como si volviera lentamente a una vida de superhéroes y fechase después de su rejuvenecimiento. Mientras Ron Marz y Tom Raney la presentaron en "Good Girl" para Namor the Sub-Mariner Annual Vol. 1 # 2 (julio de 1992); La historia retoma los intentos de Namorita de actualizar su estilo de Namor el Sub-Marinero # 21 y la ve usando sus poderes contra un fotógrafo de moda de mala calidad que intenta engañarla. Ella también hace una breve aparición de apoyo en Fabian Nicieza y Craig Brasfield, su cómic, New Warriors Vol. 1 # 35-36 (mayo-junio de 1993); la historia la ve pasar una noche con Namorita y llamarla por la mañana para que la revisen.
Aparece como personaje secundario en la miniserie de cuatro números de Motigan Goth: Immortalis (septiembre de 1993 a octubre de 1994) de Nicholas Vince y Mark Buckingham para Marvel Reino Unido; la historia es sobre un viejo amigo de la familia inmortal e inmortal, que espera que pueda curar el vampirismo infligido a otro amigo de la familia por su tío muerto hace mucho tiempo.
Aparece como personaje secundario en la miniserie de tres números de Union Jack (de diciembre de 1998 a febrero de 1999) de Ben Raab y John Cassaday; la historia trata sobre la batalla de Jack contra una secta de vampiros que amenazan a su hijo Kenneth, en el que se la describe como una socialita adinerada que usa sus poderes solo para rescatar a Jack de una explosión en Falsworth Manor.

### 2000
Ella aparece como un personaje secundario en Ben Raab y Charlie Adlard, el cómic, X-Men: Hellfire Club # 3 (marzo de 2000); en la historia, ella le cuenta a un reportero sobre un viejo amigo de su padre, cuyo descendiente moderno es el jefe del Club Fuego Infernal. Ella también aparece como un personaje secundario en Fabian Nicieza y de Lewis LaRosa, Citizen V and the V-Battalion: The Everlasting # 1 (marzo de 2002); la historia comienza con un flashback que muestra a ella y a su futuro esposo en el funeral de Brian Falsworth en 1953 y revela que asistió a la organización secreta titular de ficción dirigida por el amante de su hermano, Roger Aubrey.
A continuación, aparece como un personaje secundario en Chuck Austen y de Scott Kolins Avengers # 82-84 (julio-agosto de 2004); La historia ve la reforma de los Invasores. Austen junto con Allan Jacobsen y CP Smith concluyeron esta historia en Nuevos Invasores# 0 (agosto de 2004), que lanzó una nueva serie en curso con Spitfire como un personaje regular. Durante esta carrera, Jacobson y Smith la presentaron en varios volúmenes, entre ellos: # 1-3 (octubre-diciembre de 2004), que la reúne con Jim Hammond y revela que está involucrada románticamente con Joey Chapman; # 4-5 (enero-febrero de 2005), que revela una conexión psíquica entre ella y Hammond y la existencia de un nieto vampírico nacido de su hijo fallecido y Baronesa Sangre; y # 7-9 (abril-junio de 2005), que ve la disolución del equipo tras la muerte de Hammond.
Ed Brubaker y Steve Epting la presentaron a ella y a Joey Chapman en Captain America # 18-21 (julio a octubre de 2006); En la historia, el Capitán América recluta a los dos héroes, que ya no están saliendo, para luchar contra el viejo enemigo, el Cráneo Rojo en Londres.

### 2010
Paul Cornell y Elena Casagrande la presentaron en Spitfire one-shot de Women of Marvel (octubre de 2010).

## Biografía ficticia

### Nacimiento y Origen
Jacqueline "Jackie" Falsworth nació en Maidstone, Inglaterra, y es hija del original Union Jack (y la hermana de Union Jack II).

### Vida durante la Segunda Guerra Mundial
Cuando era adolescente durante la Segunda Guerra Mundial, conoció al equipo sobrehumano, los Invasores. Barón Sangre la atacó, y la Antorcha Humana original la rescató. Se reveló que fue mordida por Barón Sangre, quien la secuestró nuevamente; esta vez fue rescatada por el Capitán América. Ella recibió una transfusión de sangre artificial de la Antorcha Humana, que la dotó de una velocidad sobrehumana. Ella usó estos nuevos poderes para salvar la Antorcha de la Bala Azul. Se convirtió en una aventurera, tomó el nombre de Spitfire y se unió a los Invasores, y fue a su primera misión con los Invasores. Operó como agente especial para el Reino Unido y las Fuerzas Aliadas durante la Segunda Guerra Mundial, así como para la Guardia Nacional del Reino Unido.
Con los invasores, se lanzó en paracaídas en la Alemania nazi. Fue capturada por los nazis, y estaba a punto de ser ejecutada cuando fue rescatada por Union Jack. Ella luchó contra la Mujer Guerrera, y se escapó de Alemania con los Invasores. Con los invasores, ella luchó contra el caballero teutónico y ayudó a prevenir el asesinato de Winston Churchill por el Barón Von Strucker. Junto a los Invasores, ella se enfrentó con Hombre Supremo y liberó al Destructor del cautiverio. Después de un tiempo de descanso, volvió al servicio activo con los Invasores. Al final de la guerra, Jacqueline se retiró de la actividad disfrazada.

### Semi-retiro
Después de la guerra, Lady Falsworth, su hermano y su padre asistieron a una organización secreta llamada Batallón-V hasta la muerte de su hermano en un accidente automovilístico en 1953. Alrededor de este tiempo ella se casó con un noble británico, Lord Crichton, y juntos tuvieron un hijo, Kenneth Crichton. Ella también se convirtió en la Directora Ejecutiva de Industrias Falsworth. Durante este período, su súper velocidad se desvaneció a medida que crecía.
Ella estuvo presente durante la batalla final del Capitán América con el original Barón Sangre en Falsworth Manor, durante esta batalla, el amigo de su hijo, Joey Chapman, asumió el papel de Union Jack. Después de la muerte de su padre después del incidente, ella aceptó a regañadientes permitir que Chapman continuara en el papel de Unión, anteriormente en manos de su padre y su hermano. Aunque había descartado la idea de ponerse su disfraz para ayudar al Capitán América a derrotar a Barón Sangre, pudo convocar su súper velocidad por primera vez en una década para salvar a una enfermera en el hospital donde estaba recibiendo tratamiento de un exnovio mutante.
Jacqueline más tarde ayudó a Namorita y Union Jack en una misión para rescatar a Namor del Hombre Supremo y Mujer Guerrera originales, durante la cual recibió un disparo. Ella recibió otra transfusión de sangre para salvar vidas de la Antorcha Humana que no solo restauró su juventud y sus poderes, sino que también estableció un vínculo psíquico entre ella y la Antorcha. Después de hablar en público para explicar su rejuvenecimiento en los medios de comunicación, su hijo Kenneth fue secuestrado por Selene, quien deseaba visitarla para aprender el secreto de la eterna juventud; pero como Spitfire fue capaz de rescatar a Kenneth justo cuando se disparó la bomba a la que había sido amarrado.
Mientras planeaba una fiesta de Navidad en Falsworth Manor, Jacqueline llamó a un médico para que atendiera a su hijo enfermo, Kenneth, pero ignoró las advertencias de Union Jack, Joey Chapman, de que lo estaban llevando por un camino oscuro. La fiesta de Navidad fue interrumpida por un culto de vampiros liderado por la Baronesa Sangre, y cuando el culto disparó una bomba, Jacqueline usó sus poderes para rescatar a Chapman de la explosión. Jacqueline pasó los siguientes ocho meses llorando la muerte de su hijo que había sido seducido, se convirtió en el nuevo Barón Sangre y, en última instancia, murió a manos de la Baronesa.

### Volver a la acción con los Nuevos Invasores
Más tarde se unió a los Nuevos Invasores, pero renunció con la mayoría de los otros miembros después de la muerte de la Antorcha. Ella también tuvo una breve relación con Chapman, pero se separaron debido a la gran diferencia de edad. 
Se une al MI-13 como parte de la respuesta de Gran Bretaña a la Invasión Secreta del Imperio Skrull. Ella se hace amiga, y más tarde sufre la pérdida de 'John', un Skrull que había estado en la tierra durante décadas y luchaba por Inglaterra. En la batalla con dos Super-Skrulls, Spitfire se arranca la garganta con los dientes, mostrando rasgos de vampiro de su mordida de Barón Sangre que no habían sido vistos previamente. El escritor de Capitán Britania y MI13, Paul Cornell comentó sobre sus nuevos rasgos, afirmando que:

En los últimos años se ha dado cuenta de que en realidad comenzó a usar ciertas habilidades vampíricas y que los colmillos aparecen cuando se enoja. Pero ella no siente sed de sangre, y no tiene necesidad de beberla, y todo está completamente bajo su control.
Paul Cornell

Incluso la misma Spitfire muestra algunas reservas sobre el uso de sus poderes vampíricos, como se ve en el ataque antes mencionado sobre los Super-Skrulls:

Así no es como soy. Pero a veces, así es como tengo que ser.

Cuando el nuevo recluta del MI13 y el cazador de vampiros Blade se encuentran por primera vez con Spitfire, él la apuesta. Ella sobrevive solo gracias a los poderes de su compañera y miembro del MI13, Faiza Hussain y luego comienza una relación romántica con Blade. Durante el ataque de Drácula a Gran Bretaña, el hijo vampiro de Jacqueline, Kenneth, la visitó y la llevó a una trampa, donde Drácula la obligó mágicamente a la servidumbre. Aunque ella inicialmente se resistió, parecía que él finalmente podría convencerla de que se convirtiera en uno de sus secuaces; más tarde se reveló que Spitfire ha sido una agente doble todo el tiempo, siempre ayudando a Wisdom a obtener información sobre el paradero de Drácula.
Como parte del evento Marvel NOW!, Spitfire fue visto ayudando al Capitán Gran Bretaña a dirigir la Academia Braddock (la respuesta británica a la Academia de los Vengadores).

## Poderes y habilidades
Jacqueline recibió poderes sobrehumanos como resultado de una reacción mutagénica a una mordedura vampírica por parte del Barón Sangre original y una posterior transfusión de sangre artificial de la antorcha humana original. Como Spitfire, posee la capacidad de correr a velocidades increíblemente rápidas, con reflejos y reacciones, coordinación, agilidad y resistencia para igualar. Cuando ella corre, un rastro de fuego no dañino aparece detrás de ella. Puede crear ciclones corriendo en círculos, y puede subir paredes y atravesar el agua. Su piel también está endurecida para soportar los rigores de dicha velocidad, proporcionando un tipo de armadura corporal, y su traje es de tejido elástico sintético tratado químicamente para protegerse de la fricción y otros peligros de la velocidad sobrehumana.
En los años posteriores a la Segunda Guerra Mundial, cuando Spitfire envejeció, dejó de usar su velocidad sobrehumana. Debido a una segunda transfusión de sangre artificial de la antorcha humana original, Spitfire tiene hoy el cuerpo de una adolescente, aunque cronológicamente es muchas décadas más antigua. Su cabello originalmente era todavía blanco desde su edad, pero comenzó a volverse rubio nuevamente.
Selene, la hechicera mutante, dice que Spitfire parece poseer un poder regenerativo mutante desencadenado por su transfusión de sangre sintética. Con un estudio intensivo de su metabolismo, flujo sanguíneo y sistema glandular, Selene esperaba duplicar algún día el proceso.
Ella tiene algunas habilidades de vampiro, incluyendo colmillos que aparecen cuando está enojada. Sin embargo, ella no siente sed de sangre y no tiene necesidad de beberla. Ella ha demostrado una fuerza sobrehumana suficiente para romper una espada hecha de titanio y también mostró un factor de curación, ya que pudo curar una espalda rota y costillas en algunos paneles. 
Spitfire es un piloto de avión entrenado y atleta excepcional y combatiente mano a mano, que utiliza su capacidad para moverse a velocidades sobrehumanas, debido al entrenamiento del original Union Jack y el Capitán América.

## En otros medios

### Videojuegos
- Spitfire fue jugable en Marvel: Avengers Alliance debutando en la 30ª Spec Ops.[28] El juego se cerró el 30 de septiembre de 2016.
- Spitfire es un personaje jugable en Lego Marvel Vengadores.